# Аргов, Шломо
Шломо Аргов (ивр.  שלמה ארגוב‎, 14 декабря 1929 — 23 февраля 2003) — израильский дипломат. В период пребывания на посту посла Израиля в Великобритании подвергся покушению, послужившему формальным предлогом для вторжения израильской армии в Ливан в 1982 году.

## Биография до 1982 года
Аргов родился в Иерусалиме в 1929 году. Был участником военизированной группировки «Пальмах», служил в Армии обороны Израиля с момента его образования в 1948 году. Принимал участие в арабо-израильской войне 1948—1949 годов, был ранен.
В 1950—1952 году учился в США, в Джорджтаунском университете, а затем — в Лондонской школе экономики. С 1959 года на дипломатической службе. Работал в Гане, Нигерии, США. В 1971—1974 годах был послом Израиля в Мексике. Затем работал послом в Нидерландах, в 1979 году был назначен на один из наиболее престижных постов в МИД Израиля — послом в Великобритании.

## Покушение
В ночь с 3 на 4 июня 1982 года Аргов выходил из Дорчестерского отеля в Лондоне после банкета, когда внезапно был атакован тремя неизвестными. Он получил огнестрельное ранение в голову, после которого три месяца находился в коме (некоторые источники ошибочно утверждают, что Аргов погиб в результате этого покушения). Как впоследствии выяснилось, нападавшие были членами террористической организации Абу Нидаля, отколовшейся от Организации освобождения Палестины. Группировка Абу-Нидаля и ООП враждовали между собой. Последовавшая ответная операция была направлена против лагерей ООП в Ливане (авианалёты 4 июня). В ответ палестинцы начали обстрел территории Израиля, для прекращения которого 6 июня 1982 года израильская армия вторглась в Ливан. Один из покушавшихся, Наваф aль-Розан, являлся полковником иракской разведки, и покушение, по-видимому, было одобрено Ираком.

## Жизнь после покушения
Аргов после ранения остался инвалидом. До самого дня смерти он был госпитализирован в реабилитационном отделении больницы Адасса Хар ха-Цофим в Иерусалиме. Он был парализован и нуждался в постоянной медицинской помощи. Жена Аргова, Хава, ухаживала за ним всё это время, вплоть до её кончины в 2002 году.
В 2003 году, спустя 21 год после покушения, Шломо Аргов скончался в возрасте 73 лет от последствий своего ранения.
Гидон, один из троих детей Шломо и Хавы Аргов, инициировал учебную программу имени отца для студентов-отличников в Междисциплинарном центре в Герцлии. В Бар-Иланском университете существует «Центр изучения еврейского народа и Государства Израиль имени Шломо Аргова».